# Kage Baker
Kage Baker (10. juni 1952 – 31. januar 2010) var en amerikansk science fiction og fantasy forfatter. Hun blev født i Hollywood, Californien og boede der det meste af sit liv. Før hun blev forfatter tilbragte hun mange år på teatret. Hun var bedst kendt for sin "Company"-serie. Hendes første historier blev offentliggjort i Asimov's Science Fiction i 1997, og hendes første roman, In The Garden of Iden blev udgivet samme år.
Hendes usædvanlige fornavn (udtales som det engelske ord "cage" (dansk bur)) og er en kombination af navnene på hendes to bedstemødre, Kate og Genevieve. I januar 2010 blev det rapporteret, at hun var alvorligt syg. Hun døde af livmoderhalskræft omkring kl. 1:00 om natten d. 31. januar 2010 i Pismo Beach, Californien.